# Karmelitinnenkloster Mazille
Das Karmelitinnenkloster Mazille ist seit 1971 ein Kloster der Karmelitinnen in Mazille, Département Saône-et-Loire, im Bistum Autun in Frankreich.

## Geschichte
Das seit 1610 in Chalon-sur-Saône bestehende Karmelitinnenkloster, das in der städtischen Umgebung nicht mehr die nötige Ruhe fand, beschloss 1967 die Verlegung nach Mazille. 1971 wurde der vom Architekten Josep Lluís Sert geplante dortige Neubau bezogen. Das Kloster trägt den Namen Carmel de la Paix („Friedenskarmel“). Die Nonnen, die ihren Lebensunterhalt durch eigene Landwirtschaft und zahlende Gäste bestreiten, legen besonderen Wert auf den (vom Komponisten Marcel Godard, 1920–2007, beeinflussten) liturgischen Gesang, sowie auf Ökumene und interreligiösen Dialog.